# The Dark Element (album)
The Dark Element – debiutancki album studyjny szwedzko-fińskiego zespołu muzycznego o tej samej nazwie. Został wydany 10 listopada 2017 nakładem wytwórni Frontiers Records.

## Lista utworów
Opracowano na podstawie materiału źródłowego.
| Nr  | Tytuł utworu               | Długość |
| --- | -------------------------- | ------- |
| 1.  | „The Dark Element”         | 4:26    |
| 2.  | „My Sweet Mystery”         | 4:59    |
| 3.  | „Last Good Day”            | 4:13    |
| 4.  | „Here’s to You”            | 4:15    |
| 5.  | „Someone You Used to Know” | 4:24    |
| 6.  | „Dead to Me”               | 5:28    |
| 7.  | „Halo”                     | 4:25    |
| 8.  | „I Cannot Raise the Dead”  | 4:25    |
| 9.  | „The Ghost and the Reaper” | 5:21    |
| 10. | „Heaven of Your Heart”     | 4:46    |
| 11. | „Only One Who Knows Me”    | 5:09    |
|     |                            | 51:51   |

| Utwór dodatkowy – edycja japońska | Utwór dodatkowy – edycja japońska      | Utwór dodatkowy – edycja japońska |
| Nr                                | Tytuł utworu                           | Długość                           |
| --------------------------------- | -------------------------------------- | --------------------------------- |
| 1.                                | „Dead to Me” (Almost Acoustic Version) | 5:07                              |

## Twórcy
Opracowano na podstawie materiału źródłowego.
- Anette Olzon – wokal prowadzący i wspierający
- Jani Liimatainen – gitara, instrumenty klawiszowe, wokal wspierający, produkcja, programowanie
- Jonas Kuhlberg – gitara basowa
- Jani „Hurtsi” Hurula – perkusja
- Jarkko Lahti – fortepian w utworach „Someone You Used to Know” i „Heaven of Your Heart”
- Petri Aho, Anssi Stenberg – wokal wspierający
- Niilo Sevänen – growl w utworze „Dead to Me”
- Jacob Hansen – miksowanie
- Serafino Perugino – produkcja wykonawcza

## Notowania na listach przebojów
| Lista (2017)                                                | Pozycja |
| ----------------------------------------------------------- | ------- |
| Finlandia (Suomen virallinen lista)                         | 43      |
| Szwajcaria (Alben Top 100)                                  | 94      |
| Wielka Brytania (Official Rock & Metal Albums Chart Top 40) | 14      |